# Budinci
Budinci – wieś w Słowenii, w gminie Šalovci. W 2018 roku liczyła 92 mieszkańców.